# EVV Eindhoven in het seizoen 1962/63
Het seizoen 1962/1963 was het negende jaar in het bestaan van de Eindhovense betaaldvoetbalclub Eindhoven. De club kwam uit in de Eerste divisie en eindigde daarin op de negende plaats. Tevens deed de club mee aan het toernooi om de KNVB Beker, hierin werd in de kwartfinale verloren van ADO (1–3).

## Wedstrijdstatistieken

### Eerste divisie
|       | DHC   | DWS   | Enschedese Boys | Elinkwijk | Excelsior | Fortuna | Go Ahead | Limburgia | RBC   | Roda JC | SHS   | Sittardia | Veendam | Velox | VVV   |
| ----- | ----- | ----- | --------------- | --------- | --------- | ------- | -------- | --------- | ----- | ------- | ----- | --------- | ------- | ----- | ----- |
| Thuis | 3 – 4 | 0 – 2 | 4 – 1           | 4 – 0     | 1 – 0     | 1 – 2   | 2 – 4    | 2 – 0     | 0 – 1 | 2 – 1   | 2 – 3 | 2 – 1     | 3 – 2   | 4 – 1 | 1 – 1 |
| Uit   | 3 – 1 | 2 – 1 | 1 – 1           | 1 – 1     | 3 – 1     | 1 – 1   | 4 – 1    | 1 – 4     | 3 – 2 | 1 – 1   | 1 – 1 | 1 – 2     | 0 – 0   | 5 – 1 | 2 – 1 |

### KNVB Beker
| 2e ronde                                       | Eindhoven                                                                        | 7 – 0 (4 – 0) | Oldenzaal                                                      |
| 11 november 1962 Plaats: Eindhoven Aalsterweg  | Ger Saris 15', –', 68' Frans Tebak 30' Tjeu Soers Joop Oomens 76' Piet van Rooij |               |                                                                |
| 3e ronde                                       | Eindhoven                                                                        | 2 – 1 (1 – 1) | Heracles                                                       |
| 30 april 1963 Plaats: Eindhoven Aalsterweg     | Herman Teeuwen Hendrik Schalks                                                   |               | Joop Schuman                                                   |
| 4e ronde                                       | Fortuna '54                                                                      | 1 – 4 (1 – 2) | Eindhoven                                                      |
| 16 mei 1963 Plaats: Geleen Mauritsstadion      | Michael Pfeiffer 26'                                                             |               | 14', 22' Herman Teeuwen 47' Wim van Kessel 78' Hendrik Schalks |
| Kwartfinale                                    | ADO                                                                              | 3 – 1 (0 – 0) | Eindhoven                                                      |
| 29 mei 1963 Plaats: Den Haag Zuiderparkstadion | Harrie Heijnen 51' Piet van Rooij 67' (e.d.) Donald Feldmann 85'                 |               | Harrie Bottram                                                 |

## Statistieken Eindhoven 1962/1963

### Eindstand Eindhoven in de Nederlandse Eerste divisie 1962 / 1963
| Stand | Gespeeld | Gewonnen | Gelijk | Verloren | Punten | Doelpunten voor | Doelpunten tegen |
| ----- | -------- | -------- | ------ | -------- | ------ | --------------- | ---------------- |
| 9e    | 30       | 10       | 7      | 13       | 27     | 51              | 53               |

### Topscorers
| #                 | Naam            | Goal |
| ----------------- | --------------- | ---- |
| 1.                | Ger Saris       | 14   |
| 2.                | Joop Oomens     | 9    |
| 2.                | Herman Teeuwen  | 9    |
| 4.                | Thieu Soers     | 5    |
| 5.                | Cor Bex         | 3    |
| 6.                | Ad Brocken      | 2    |
| 6.                | Wim van Kessel  | 2    |
| 6.                | Christ van Lint | 2    |
| 9.                | Harrie Bottram  | 1    |
| 9.                | Thieu Houben    | 1    |
| 9.                | Hendrik Schalks | 1    |
| 9.                | Frans Tebak     | 1    |
| Onbekend doelpunt |                 |      |
| –                 | Onbekend        | 1    |
| Totaal            | Totaal          | 51   |

| #      | Naam            | Goal |
| ------ | --------------- | ---- |
| 1.     | Ger Saris       | 3    |
| 1.     | Herman Teeuwen  | 3    |
| 3.     | Hendrik Schalks | 2    |
| 4.     | Harrie Bottram  | 1    |
| 4.     | Wim van Kessel  | 1    |
| 4.     | Joop Oomens     | 1    |
| 4.     | Piet van Rooij  | 1    |
| 4.     | Tjeu Soers      | 1    |
| 4.     | Frans Tebak     | 1    |
| Totaal | Totaal          | 14   |

## Voetnoten
DHC ·
DWS ·
Elinkwijk ·
Enschedese Boys ·
Eindhoven ·
Excelsior ·
Fortuna ·
Go Ahead ·
Limburgia ·
RBC ·
Roda JC ·
SHS ·
Sittardia ·
Veendam ·
Velox ·
VVV